# Рибавірин
Рибавіри́н — синтетичний противірусний препарат з групи нуклеозидних аналогів для перорального та парентерального застосування. Рибавірин уперше синтезований у 1972 році групою вчених із Міжнародної Хімічної та Ядерної Корпорації під керівництвом Джозефа Вітковскі та Рональда Робінса, дослідження яких показали високу активність рибавірину проти як ДНК-, так і РНК-вмісних вірусів, та відсутність у нього високої токсичності.

## Фармакологічні властивості
Рибавірин — синтетичний противірусний препарат з групи нуклеозидних аналогів. Механізм дії препарату полягає в утворенні активного метаболіту — рибамідилу монофосфату, що інгібує фермент вірусів — дегідрогеназу інозинмонофосфату — та гальмує синтез вірусної ДНК та РНК. Рибавірин активний до великої групи як РНК-вмісних вірусів (аренавіруси, буньявіруси, ретровіруси, Paramyxoviridae), так і ДНК-вмісних вірусів (Adenoviridae, герпесвіруси людини, в тому числі й цитомегаловіруси). Найбільше клінічне значення має активність рибавірину до вірусу гепатиту C, вірусів гарячки Ласса і геморагічної гарячки з нирковим синдромом.

### Фармакокінетика
Рибавірин швидко всмоктується і розподіляється в організмі як при пероральному, так і при парентеральному застосуванні. Біодоступність при внутрішньовенному застосуванні становить 100 %, при пероральному застосуванні становить 45—65 %, що пов'язано з ефектом першого проходження через печінку. Біодоступність препарату підвищується при вживанні разом із жирною їжею. Максимальна концентрація в крові рибавірину досягається протягом 1—1,5 години. Найвищі концентрації препарату досягаються в плазмі крові, еритроцитах, дихальних шляхах. Рибавірин погано зв'язується з білками плазми крові. Препарат накопичується в еритроцитах, що відіграють важливу роль у транспортуванні рибавірину до уражених органів. Рибавірин проникає через гематоенцефалічний бар'єр. Рибавірин проникає через плацентарний бар'єр та виділяється в грудне молоко. Метаболізується препарат в печінці, частково — з утворенням активних метаболітів. Виводиться з організму рибавірин переважно нирками у вигляді неактивних метаболітів, частково виводиться з калом. Період напіввиведення з плазми препарату складає ½—2 години, кінцевий період напіввиведення складає 30—60 годин, період напіввиведення з еритроцитів досягає 14 днів. При нирковій недостатності період напіввиведення рибавірину незначно підвищується.

## Показання до застосування
Рибавірин застосовують при хронічному вірусному гепатиті C виключно з пегільованим інтерфероном альфа-2b або з інтерфероном альфа-2b.. Монотерапію препаратом не проводять у зв'язку з швидким розвитком резистентності вірусу до препарату.
Рибавірин застосовують також при гарячці Ласса (вводять внутрішньовенно), геморагічній гарячці з нирковим синдромом; респіраторно-синцитіальній інфекції (в разі вірусологічного підтвердження) у дітей раннього віку і у дітей з високим ризиком смерті (вроджені вади серця, імунодефіцит, муковісцидоз, вади розвитку дихальної системи).

## Побічна дія
При застосуванні рибавірину можливі наступні побічні ефекти:
- З боку шкірних покривів — дуже часто (більше 10 %) висипання на шкірі, свербіж шкіри, алопеція, сухість шкіри; часто (1—10 %) алергічний дерматит, кропив'янка, синдром Стівенса-Джонсона, синдром Лаєлла, акне вульгіріс, загострення псоріазу, гіпергідроз, фотодерматоз, фурункульоз; рідко (0,01—0,1 %) саркоїдоз шкіри; із невідомою частотою системний червоний вовчак.
- Алергічні реакції — дуже часто (більше 10 %) кашель, гарячка; часто (1—10 %) фарингіт; рідко (0,01—0,1 %) анафілактичний шок; із невідомою частотою бронхоспазм, набряк Квінке.
- З боку травної системи — дуже часто (більше 10 %) нудота, блювання, діарея, біль у животі, жовтяниця, зниження апетиту; часто (1—10 %) порушення смаку, метеоризм, стоматит, виразковий стоматит, панкреатит, глоссит, хейліт; рідко (0,01—0,1 %) ішемічний коліт; дуже рідко (менше 0,01 %) гепатит, печінкова недостатність, виразковий коліт.
- З боку нервової системи — дуже часто (більше 10 %) головний біль, запаморочення, безсоння, депресія, підвищена втомлюваність, неспокій, зниження концентрації уваги; часто (1—10 %) гіпостезія, парестезії, шум у вухах, погіршення слуху, нечіткість зору, атаксія, погіршення пам'яті, амнезія, суїцидальні думки, психози, зниження лібідо, сонливість; нечасто (0,1—1 %) галюцинації, периферична нейропатія, втрати свідомості; рідко (0,01—0,1 %) крововиливи в сітківці, тромбоз артерії або вени сітківки, судоми; дуже рідко (менше 0,01 %) енцефалопатія, ішемія головного мозку, полінейропатія; із невідомою частотою неврит лицьового нерва.
- З боку дихальної системи та ЛОР-органів — бронхіт, синусит, отит, пневмонія, задишка, носова кровотеча, пневмоторакс, набряк легень, ателектаз легень (спостерігають при інгаляційному застосуванні).[8]
- З боку опорно-рухового апарату — дуже часто (більше 10 %) міалгії, артралгії; часто (1—10 %) біль у кінцівках, біль у спині; нечасто (0,1—1 %) артрит, оссалгії; рідко (0,01—0,1 %) міопатії, рабдоміоліз, ревматоїдний артрит.
- З боку сечовидільної системи — часто (1—10 %) дизурія, поліурія, простатит; рідко (0,01—0,1 %) гостра та хронічна ниркова недостатність; дуже рідко (менше 0,01 %) нефротичний синдром.
- З боку серцево-судинної системи — часто (1—10 %) тахікардія, артеріальна гіпо- та гіпертензія, припливи крові до обличчя, лімфаденопатія; нечасто (0,1—1 %) інфаркт міокарду; рідко (0,01—0,1 %) васкуліт, брадикардія, аритмія, кардіоміопатія; дуже рідко (менше 0,01 %) зупинка серця, ішемічна хвороба серця, спазм периферичних судин,; із невідомою частотою перикардит, гідроперикард.
- Інші побічні ефекти — дуже часто (більше 10 %) реакції у місці внутрішньовенного введення; часто (1—10 %) аменорея, меноррагія, імпотенція; нечасто (0,1—1 %) цукровий діабет, загострення подагри; рідко (0,01—0,1 %) гіпотиреоз, гіпертиреоз.[9]
- Зміни в лабораторних аналізах — дуже часто (більше 10 %) анемія, нейтропенія; часто (1—10 %) гемолітична анемія, нейтрофільоз, еозинофілія, тромбоцитопенія; нечасто (0,1—1 %) підвищення активності амінотрансфераз і лужної фосфатази, підвищення рівня білірубіну в крові; гіпокальціємія, гіперглікемія, протеїнурія, гіпертригліцеридемія; рідко зниження або підвищення рівня вільного та загального тироксину в крові.

При застосуванні рибавірину у хворих на СНІД при проведенні ВААРТ зростає ймовірність лактатацидозу та ліподистофії. У зв'язку з високою тератогенністю препарату категорично заборонено використання препарату у вагітних. При використанні препарату в інгаляційній формі рибавірин може бути небезпечним для вагітних медпрацівників. При використанні рибавірину в інгаляційній формі у медпрацівників, які його проводять, може спостерігатися головний біль, набряк повік, свербіж у очах та гіперемія кон'юнктиви.

## Протипоказання
Рибавірин протипоказаний при підвищеній чутливості до препарату, при вагітності та годуванні грудьми, хронічній нирковій недостатності, декомпенсованих серцевих захворюваннях, гемоглобінопатіях, при важких порушеннях функції печінки або декомпенсованому цирозі печінки, супутня ВІЛ-інфекція та цироз печінки, аутоімунному гепатиті, у дітей та підлітків — психічні порушення (суїцидальні думки, депресія, спроби самогубства). Рибавірин в ін'єкційній формі не застосовується у дітей.

## Форми випуску
Рибавірин випускається у вигляді таблеток та желатинових капсул по 0,2 г; флаконах для приготування розчину для інгаляцій по 6 г; 7,5 % крему у тубах по 5, 15 та 30 г; концентрату для приготування розчину для інфузій в флаконах по 12 мл 10 % розчину.